# Navire de guerre

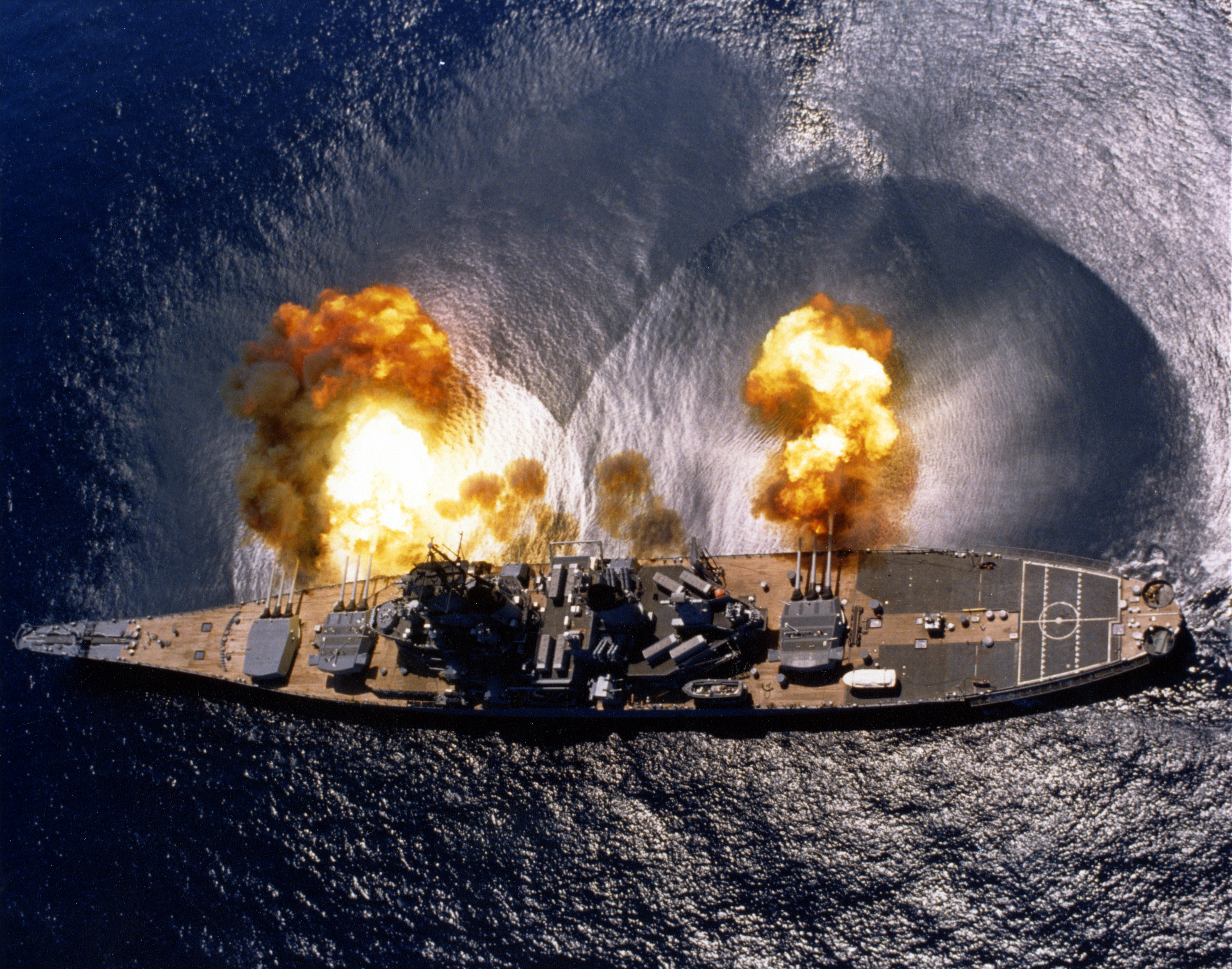
USS Iowa (BB-61) lors d'un exercice de tir près de Vieques Island, Porto Rico, le 1 juillet 1984.

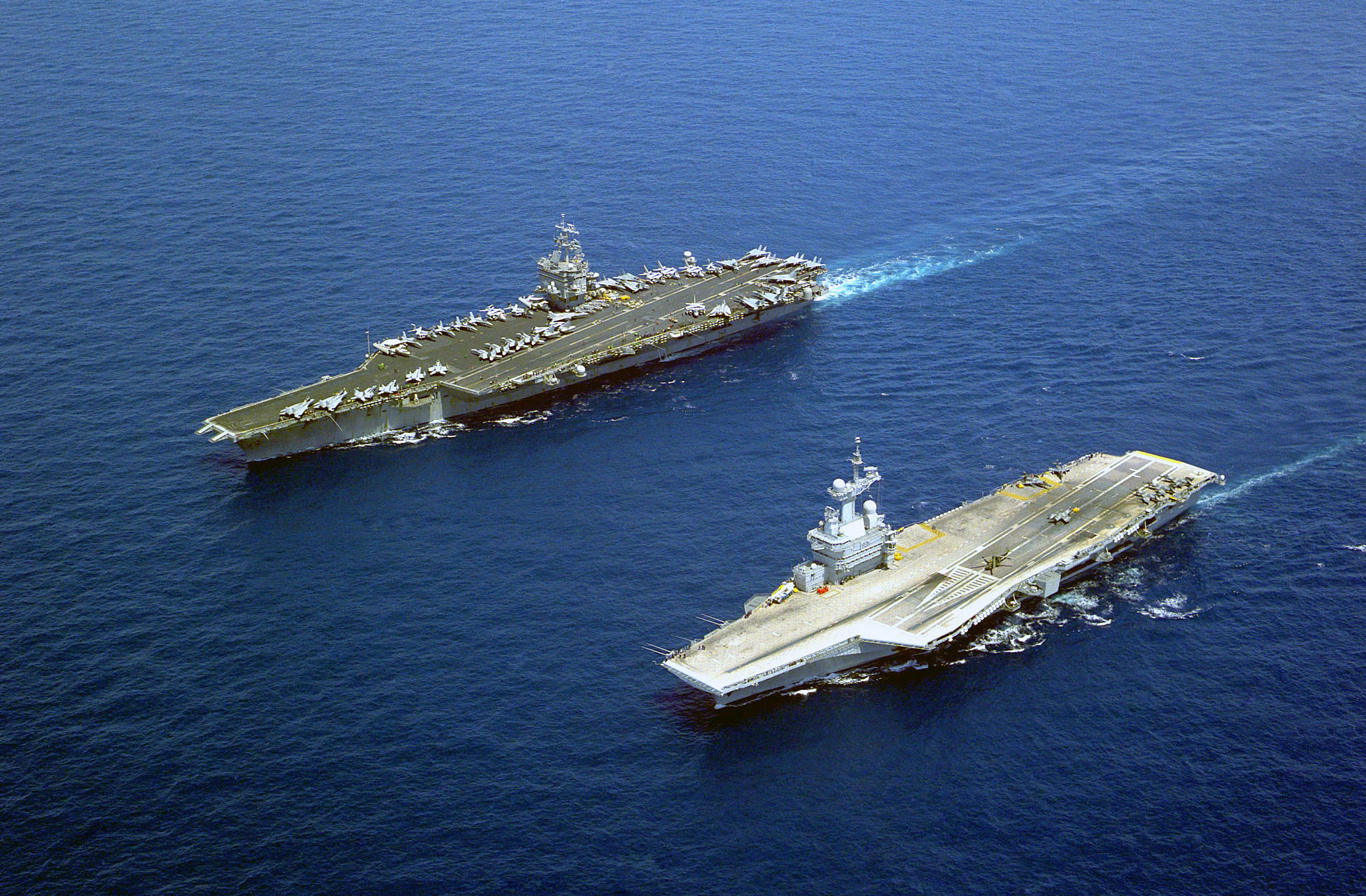
Les porte-avions de l'US Navy et de la Marine nationale française.

Un navire de guerre ou navire militaire est un navire faisant partie des forces armées. Il peut s'agir d'un navire de surface ou d'un sous-marin. Les bâtiments de combat disposent de systèmes d'armes leur permettant d'attaquer, de se défendre ou de protéger d'autres unités telles que les bâtiments de soutien ou auxiliaires, parfois dotés de systèmes d'auto-défense ou totalement dépourvus d'armement.
Dans la marine française, on emploie généralement le terme de bâtiment, mais parfois aussi celui de navire, de bateau ou d'unité. Le terme de vaisseau (autrefois gros navire à voiles), trop emphatique, n'est plus utilisé par les marins pour désigner un navire moderne.

## Définition juridique et droits du navire de guerre
Selon, la Convention des Nations unies sur le droit de la mer (article 29), un navire de guerre est :

« […] Un navire faisant partie des forces armées d'un État, portant les marques extérieures distinctives des navires militaires de sa nationalité. Il est placé sous le commandement d'un officier de marine, officier inscrit sur la liste des officiers ou un document équivalent et au service de cet État. L'équipage de ce navire est soumis aux règles de la discipline militaire. »

Selon les pays, les marques distinctives de nationalité peuvent différer du pavillon national (Belgique, Grande-Bretagne, Russie, etc.).
En droit international, un bâtiment de guerre est considéré comme une portion du territoire de l'État du pavillon. En conséquence :
- Sa venue dans un port et dans les eaux sous souveraineté d'un pays tiers est soumise à une autorisation diplomatique ; il bénéficie cependant, comme les autres navires, d'un droit de « passage inoffensif » dans les eaux territoriales d'un pays tiers ;
- Les lois et les règlements du pays hôte ne s'appliquent pas à bord du bâtiment en escale ou dans les eaux intérieures de ce pays. C'est le principe d'extra-territorialité des navires de guerre et autres navires des administrations contribuant à l'action de l'État en mer et qui n'ont pas d'activités commerciales.

## Missions
Les missions d'un navire de guerre sont celles qui lui sont confiées par l'état-major de la marine, des forces armées, de l'administration ou du gouvernement. Elles peuvent être :
- militaires : dissuasion nucléaire, démonstration de force, projection de puissance contre la terre ou contre d'autres unités navales, blocus naval, destruction du trafic marchand, minage, protection de convois, d'unités précieuses ou de force navale, surveillance, renseignement, opérations spéciales, débarquement amphibie, soutien logistique, formation et entraînement, expérimentation de matériel…
- diplomatiques : escale de représentation à l'étranger, accompagnement d'autorité politique, soutien au commerce extérieur et à l'exportation d'armement, etc.
- de police : lutte contre la piraterie, contre les trafics illicites, surveillance des pêches, police de la navigation, etc.
- humanitaires : intervention en cas de désastre naturel, transport de secours d'urgence, etc.
- de service public : assistance et sauvetage en mer, lutte contre la pollution, ravitaillement aux populations, hydrographie et océanographie, etc.

Ces missions correspondent, en général, aux capacités particulières du navire ou à sa spécialisation, capacités qui définissent un type de bâtiment :
- porte-avions ou porte-aéronefs (R)
- croiseur (C) ou destroyer (D)
- frégate anti-aérienne ou de défense aérienne (D), anti-sous-marine (D) ou de surveillance (F);
- corvette (F), aviso (F)  ou patrouilleur (P) ;
- bâtiment de débarquement  (L);
- bâtiment de guerre des mines (M) ;
- sous-marin (S) ;
- navire auxiliaire de soutien logistique, de ravitaillement (A).

## Commandant
Un navire de guerre est commandé par un officier de marine ou un officier marinier (équivalent à sous-officier dans les autres armées), appelé commandant, quel que soit son grade. Il est assisté par un commandant ou par un officier en second.
En France, les commandants sont nommés par décret du président de la République (pour les officiers) ou par décision ministérielle (officiers mariniers). Une « lettre de commandement » (ou un "ordre de commandement" pour les officiers mariniers) leur est adressée et une cérémonie militaire dite de « prise de commandement » officialise ce fait devant l'équipage de l'unité.
L'autorité du commandant est entière en toutes circonstances ; il dispose de pouvoirs disciplinaires et d'appréciation sur tout le personnel de son bâtiment. Il assure des responsabilités administratives relatives au personnel, au matériel et aux finances. Il reçoit des attributions judiciaires.
Sa responsabilité est de préparer son unité aux missions qu'il peut recevoir, préserver la disponibilité du bâtiment, exécuter les missions qui lui sont confiés et défendre l'honneur du pavillon, tout en respectant et faisant respecter les lois, les règlements en vigueur et les ordres reçus. En l'absence d'ordres, il prend à son initiative les mesures lui permettant d'accomplir sa mission.
Il relève généralement de plusieurs autorités :
- principalement, d'un commandant de forces maritimes (commandement organique), en ce qui concerne la préparation, la disponibilité et l'administration de son unité ;
- d'un commandant opérationnel pour l'exécution de sa mission ;
- d'un commandement territorial pour le service courant dans les ports et au mouillage.

## Équipage
Dans la marine nationale française, il se compose de quatre grandes catégories de personnel, masculin et féminin :
- Le personnel assurant la conduite nautique et les manœuvres (navigateurs, timoniers et manœuvriers) ;
- Le personnel mettant en œuvre les armes (missiliers, etc.) et les équipements de détection et de transmissions (détecteurs, transmetteurs, etc.) ;
- Le personnel fournissant la propulsion (mécaniciens), l'énergie (électriciens) et assurant la sécurité (pompiers, infirmiers) ;
- Le personnel effectuant les tâches administratives (fourriers, secrétaires) et répondant aux besoins de la vie courante (cuisiniers, commis aux vivres, buandiers, etc.).

L'effectif, calculé au plus juste, est déterminé par un « plan d'armement », document qui fixe quantitativement et qualitativement les grades, les spécialités et le nombre de personnels de chaque catégorie. Ce plan d'armement résulte d'un compromis entre plusieurs exigences :
- la permanence de la conduite du navire, de l'énergie et de la propulsion impose un service continu. Les quarts qui sont d'une durée variable (2, 3, 4 ou 6 heures), se succèdent assurés par des fractions de l'équipage, les « tiers ». (Exemple : 1er tiers : quart de 08 h à 12 h, 2e tiers : quart de 12 h à 15 h, 3e tiers : quart de 15 h à 18 h, 1er tiers : quart de 18 h à 20 h, 2e tiers : quart 20 h à 24 h, 3e tiers : quart de 00 h à 04 h, 1er tiers : quart de 04 h à 08 h.) ou exceptionnellement par « bordées » (par exemple : Bâbord : quart de 00 h à 06 h, Tribord : quart de 06 h à 12 h, Bâbord : quart de 12 h à 18 h, Tribord : quart de 18 h à 24 h.) ;
- le service des armes et des moyens électroniques qui s'effectue :
  - lui aussi en continu, par tiers ou par bordée, pour assurer la permanence des équipements de veille, de détection, de communication et d'auto-défense
  - ou aux «postes de combat» où tout l'équipage est appelé à un poste particulier pour une action offensive ou défensive limitée dans le temps.
- les tâches auxiliaires qui ont des horaires discontinus (un seul homme suffit alors pour chaque poste là où le service continu en exige trois) ;
- l'entretien et la maintenance du matériel.

## Organisation
L'organisation d'un navire de guerre moderne s'articule autour de «centres nerveux» où sont assurées les fonctions de commandement et de contrôle. En France, elle est définie par l'arrêté 140.

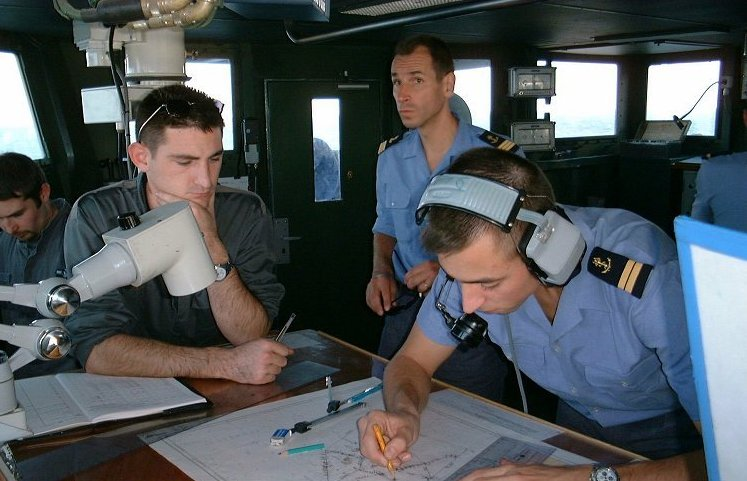
À la passerelle de la frégate La Motte-Picquet.

- la conduite du navire (navigation et manœuvre) est assurée depuis la passerelle d'où le commandant ou son représentant, l'officier chef du quart, donne les ordres à la barre et aux machines. De la passerelle est également réglée la vie générale de l'équipage (informations, relève de quart, alerte, appel aux postes de combat, aux postes de manœuvre…) ;
- la propulsion, la production et la distribution d'énergie sont contrôlées depuis un PC (poste central) machines par un officier de quart énergie propulsion ;
- la sécurité (la prévention et la lutte contre les incendies et les voies d'eau ou les avaries de combat) est surveillée depuis un PC sécurité ;
- les opérations (mise en œuvre des appareils de détection et des systèmes d'armes, élaboration de la situation tactique, conduite tactique du bâtiment) sont assurées depuis un CO (central opérations) où se tient le commandant et éventuellement l'amiral, commandant la force navale quand la situation nécessite leur présence.

## Navire de guerre du temps de la marine à voile

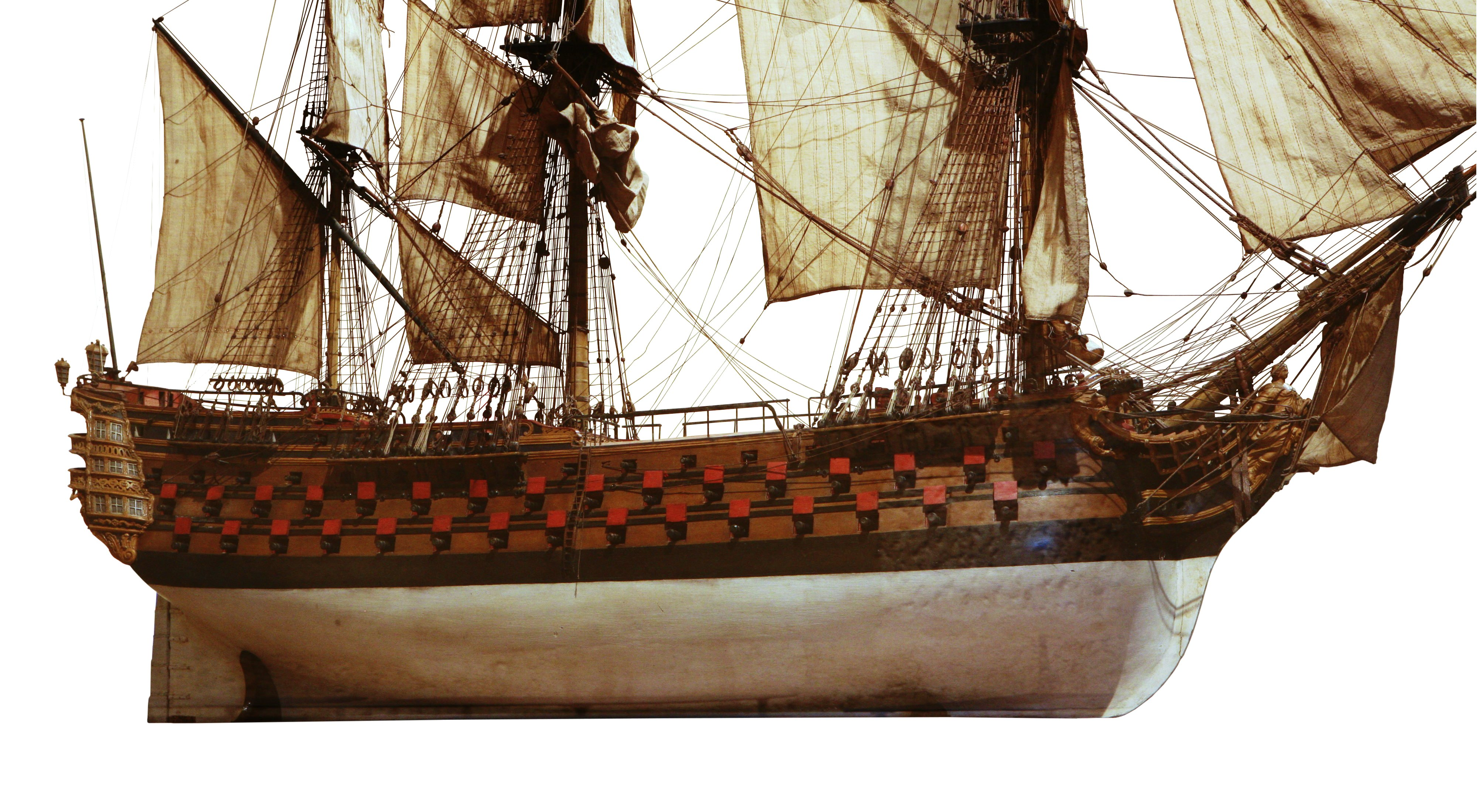
Maquette de la Bretagne, navire de guerre français en service de 1762 à 1796. C'est un vaisseau de ligne de premier rang, portant 100 canons sur trois ponts.

Les performances d'un navire de ligne en bois changent beaucoup au cours de sa vie. Cette durée de vie étant en moyenne de 12 ans au minimum jusqu'à 20 ans pour les mieux construits, avec une possibilité d'extension via la reconstruction qui peut rajouter une dizaine d'années, une flotte opérationnelle est un ensemble de coques aux performances très hétéroclites.
La reconstruction ne concerne que les meilleurs navires, et les performances ne sont pas forcément conservées, notamment dans la pratique du tir par bordées qui est de toute façon impossible après une dizaine d'années de service, les structures se fatiguant vite sous cette contrainte extrêmement brutale. Mais la reconstruction est une nécessité, étant donné qu'elle coûte 20 à 30 % de moins qu'une construction neuve.
Au XVIIIe siècle, le coût de la construction, de l'équipement et de l'armement d'un bâtiment de 1er rang (plus de 100 canons, 3 ponts) représente en moyenne 1 million de livres tournois. Un 2e rang (vaisseau de 74 canons à 92 canons) coûte en moyenne 750 000 livres. Un 3e rang (autour de 64 canons) coûte environ 540 000 livres, et un 4e rang environ 430 000 livres. Durant leur "première" vie opérationnelle de 10 à 20 ans (hors reconstruction), tous les navires coûtent presque 150 % de leur coût de construction pour leur entretien (essentiellement les trois grands radoubs qu'ils subiront en moyenne).[réf. nécessaire]

## Répartition des navires de guerre en 2002
On estime à cette date que 1 240 navires de guerre sont opérationnels dans le monde dont la répartition géographique est la suivante :
- États-Unis : 14 % ;
- Alliés et autres membres de l’OTAN : 24 % ;
- Russie : 7 % ;
- République populaire de Chine : 11 % ;
- Reste de l’Asie : 26 % ;
- Moyen-Orient et Afrique du Nord : 4 % ;
- Reste du monde : 14 %.